# Alexander Agassiz
Alexander Emmanuel Rodolphe Agassiz (Neuchâtel, 17 december 1835 – Atlantische Oceaan, 27 maart 1910), zoon van Louis Agassiz, was een Amerikaans zoöloog, oceanograaf en ingenieur.

## Biografie
Agassiz werd geboren in Neuchâtel, Zwitserland en emigreerde in de zomer van 1849 naar de Verenigde Staten, twee jaar nadat zijn vader daarheen was verhuisd, en nadat in 1848 zijn moeder, Cécile Agassiz Braun, in Freiburg im Breisgau was overleden. Hij bezocht van 1849 tot 1851 Cambridge High School, en werd in 1851, nog geen zestien jaar oud, ingeschreven als student aan Harvard University. Na zijn graduation in 1855, ging hij techniek studeren aan "Lawrence Scientific School", een onderdeel van Harvard. Hij sloot die studie in 1857 af met een summa cum laude. Het jaar erop verlegde hij zijn aandacht naar de scheikunde. Na zijn opleiding was hij vanaf 1859 aanvankelijk assistent bij de US Coast Survey. Vanaf dat moment bekwaamde hij zich verder in de kennis van de zeevissen en andere mariene organismen, voornamelijk stekelhuidigen. In 1862 behaalde hij opnieuw een graad aan Lawrence Scientific School, ditmaal in natuurlijke historie.
Hij ontwikkelde 's werelds belangrijkste kopermijn (Calumet, Michigan), waarbij hij diverse verbeteringen voor de werkomstandigheden van mijnbouwwerkers ontwierp.
Agassiz was van 1894 tot 1903 voorzitter van de American Academy of Arts and Sciences; van 1901 tot 1907 was hij voorzitter van de National Academy of Sciences.
Agassiz overleed in 1910 aan boord van de SS Adriatic, onderweg van Southampton naar New York.

## Publicaties
| 1861.    | Notes on the described species of Holconoti, found on the western coast of North America. Proceedings of the Boston Society of Natural History 8: 122-134; BHL |
| 1863.    | List of the echinoderms sent to different institutions in exchange for other specimens, with annotations. Bulletin of the Museum of Comparative Zoölogy at Harvard College 1(2): 17-28; BHL |
| -        | On the embryology of Asteracanthion berylinus Ag. and a species allied to A. rubens M.T. A. pallidus Ag. Proceedings of the American Academy of Arts and Sciences 6: 106-114; BHL |
| 1864.    | Synopsis of the echinoids collected by Dr. W. Stimpson on the North Pacific Exploring Expedition under the command of Captains Ringgold and Rodgers. Proceedings of the Academy of Natural Sciences of Philadelphia 15: 352-361; BHL |
| 1865.    | North American Acalephae. Illustrated catalogue of the Museum of Comparative Zoölogy at Harvard College no. II; BHL |
| -        | [Halopsis ocellata]. Proceedings of the Boston Society of Natural History 9: 219-220; BHL |
| 1869.    | Preliminary report on the echini and star-fishes dredged in deep water between Cuba and the Florida Reef, by L.F. de Pourtalès, Assist. U.S. Coast Survey. Bulletin of the Museum of Comparative Zoölogy at Harvard College 1(9): 253-308; BHL |
| 1872.    | Preliminary Notice of a few Species of Echini. Bulletin of the Museum of Comparative Zoölogy at Harvard College 3(4): 55-58; BHL |
| 1872-74. | Revision of the Echini. Illustrated Catalogue of the Museum of Comparative Zoölogy at Harvard College no. VII |
|          | 1872. pt. 1-2: 1-378, pl. 1-49; BHL |
|          | 1873. pt. 3: 379-628, pl. 50-77; BHL |
|          | 1874. pt. 4: 629-762, pl. 78-94; BHL |
| 1873.    | The history of Balanoglossus and Tornaria. Memoirs of the American Academy of Arts and Sciences 9: 421-436 |
| -        | The Echini collected in the Hassler Expedition. Bulletin of the Museum of Comparative Zoölogy at Harvard College 3(8): 187-190; BHL |
| 1874.    | met Pourtalès, L.F. de. Echini, crinoids, and corals. Zoological Results of the Hassler Expedition, I. In: Illustrated catalogue of the Museum of Comparative Zoölogy no. VIII. Memoirs of the Museum of Comparative Zoölogy at Harvard College 4(8): 1-50; BHL |
| -        | Description of a specimen of Holopus rangii D'Orb. Zoological Results of the Hassler Expedition, I. In: Illustrated catalogue of the Museum of Comparative Zoölogy no. VIII. Memoirs of the Museum of Comparative Zoölogy at Harvard College 4(8): 51-54; BHL |
| 1877.    | North American Starfishes. Memoirs of the Museum of Comparative Zoölogy at Harvard College 5(1): 1-177, pl. 1-20; BHL |
| 1878.    | Report on the results of dredging, under the supervision of Alexander Agassiz, in the Gulf of Mexico, by the U.S. Coast Survey Steamer "Blake". Report on the Echini. Bulletin of the Museum of Comparative Zoölogy at Harvard College 5: 181-195; BHL |
| 1879.    | Preliminary report on the Echini of the exploring expedition of H.M.S. "Challenger". Proceedings of the American Academy of Arts and Sciences new series, 14: 190–212; BHL |
| 1880.    | Reports on the results of dredging, under the supervision of Alexander Agassiz, in the Caribbean Sea in 1878-79, and along the Atlantic Coast of the United States during summer of 1880, by the U.S. Coast Survey Steamer "Blake". IX. Preliminary report on the Echini. Bulletin of the Museum of Comparative Zoölogy at Harvard College 8: 69-84; BHL                                                   |
| 1881.    | Report on the Echinoidea dredged by H.M.S. "Challenger" during the years 1873-1876. Reports of Science Research Voyage of H.M.S. Challenger. Zoology. 3(9): 1–321; BHL |
| 1883-85. | Report on the results of dredging under the supervision of Alexander Agassiz, in the Gulf of Mexico (1877-1878), in the Caribbean Sea (1878-79), and along the Atlantic coast of the United States (1880), by the U.S. Coast Survey Steamer "Blake". XXIV, Part 1. Report on the Echini. Memoirs of the Museum of Comparative Zoölogy at Harvard College 10: 1-94; BHL                                     |
| 1890.    | Notice of Calamocrinus diomedae, a new stalked crinoid from the Galapagos, dredged by the U.S. Fish Commission Steamer "Albatross". Bulletin of the Museum of Comparative Zoölogy at Harvard College 20(6): 165–167; BHL |
| 1892.    | Calamocrinus diomedae: a new stalked crinoid, with notes on the apical system and the homologies of echinoderms. Memoirs of the Museum of Comparative Zoölogy at Harvard College 17(2): 1-95, pl. 1-35; BHL |
| 1898.    | Reports on the Dredging operations off the west coast of Central America to the Galapagos, to the west coast of Mexico, and in the Gulf of California, carried on by the U.S. Fish Commission steamer "Albatross", during 1891. 23: Preliminary report on the Echini. Bulletin of the Museum of Comparative Zoölogy at Harvard College 32(5): 71-86, pl. 1-13; BHL                                         |
| 1899.    | met Mayer, A.G.. Acalephs from the Fiji Islands. Bulletin of the Museum of Comparative Zoölogy of Harvard College 32(9): 157-189, pl. 1-17; BHL |
| 1902.    | met Mayer, A.G.. Medusae. Report of the scientific research expedition to the tropical Pacific. U.S. Fish Commission Steamer "Albatross", 1899-1900. III. Memoirs of the Museum of Comparative Zoölogy at Harvard College 26(3): 136-176, pl. 131-114; BHL |
| 1904.    | The Panamic Deep Sea Echini. Memoirs of the Museum of Comparative Zoölogy at Harvard College 31: 1-243; BHL |
| 1907.    | met Clark, H.L.. Hawaiian and other Pacific Echini. The Cidaridae. Memoirs of the Museum of Comparative Zoölogy at Harvard College 34(1): 1-42; BHL |
| -        | met Clark, H.L.. Preliminary report on the Echini collected, in 1902, among the Hawaiian Islands, by the U.S. Fish Comussion steamer "Albatross". Bulletin of the Museum of Comparative Zoölogy at Harvard College 50(8): 231-259; BHL |
| -        | met Clark, H.L.. Preliminary report on the Echini collected in 1906, from May to December, among the Aleutian Islands, in Bering Sea, and along the coasts of Kamtchatka, Sakhalin, Korea, and Japan, by the U.S. Fish Commission steamer 'Albatross' in charge of Lieut. Commander L.M. Garrett, U.S.N., Commanding. Bulletin of the Museum of Comparative Zoölogy at Harvard College 51(5): 107-139; BHL |
| 1908.    | met Clark, H.L.. Hawaiian and other Pacific Echini. The Salenidae, Arbaciadae, Aspidodiadematidae, and Diadematidae. Memoirs of the Museum of Comparative Zoölogy at Harvard College 34(2): 43-132; BHL |
| 1909.    | met Clark, H.L.. Hawaiian and other Pacific Echini. The Echinothuridae. Memoirs of the Museum of Comparative Zoölogy at Harvard College 34(3): 135-203; BHL |

- Bibsys: 90584317
- Bibliothèque nationale de France: cb12401334h (data)
- CiNii: DA14115510
- Stuttgart Database of Scientific Illustrators 1450–1950: 120
- Gemeinsame Normdatei: 116256605
- Historisch woordenboek van Zwitserland: 028769
- International Standard Name Identifier: 0000 0001 0864 9160
- Library of Congress Control Number: n87149270
- Nationale Bibliotheek van Tsjechië: mub2018990830
- Nationale bibliotheek van Australië: 35001690
- Nationale Bibliotheek van Israël: 987007298378905171
- Nederlandse Thesaurus van Auteursnamen: 070225842
- PIC: 309265
- Réseau des bibliothèques de Suisse occidentale: 02-A002910702
- Istituto Centrale per il Catalogo Unico: GEAV001377
- SNAC: w6sb477z
- Système universitaire de documentation: 033114099
- Trove: 785076
- Virtual International Authority File: 5016739
- WorldCat: E39PBJmdyryRtKchMtBRYdQwmd